# Szambelan
Szambelan (fr. chambellan) – wysoki urzędnik dworski, pełniący swą służbę na pokojach panującego.
Etymologicznie, a także w dużej mierze historycznie, oficer odpowiedzialny za nadzór nad sprawami wewnętrznymi. Byli to podkomorzy klasztorów lub katedr, którzy opiekowali się finansami, zawiadamiali o zebraniach kapituły i dostarczali materiałów niezbędnych do różnych nabożeństw. Historycznie szambelan nadzorował organizację spraw wewnętrznych (w tym etykiety dworu) i często był także odpowiedzialny za przyjmowanie i wypłacanie pieniędzy przechowywanych w komnatach królewskich. Stanowisko to było zwykle nadawane jako zaszczyt dla wysokiego rangą członka szlachty lub duchowieństwa, często ulubieńca królewskiego. Cesarze rzymscy nadawali tym urzędnikom tytuł cubeularius. W Świętym Cesarstwie Rzymskim tytuł szambelana przypadał zwykle margrabiom brandenburskim. Szambelan Świętego Kościoła Rzymskiego cieszy się bardzo rozległymi uprawnieniami, mając pod swoją opieką dochody papieskiego domu, ale posiada m.in. szeroką jurysdykcję cywilną i karną. W czasie wakatu na Stolicy Apostolskiej stoi na czele administracji Kościoła rzymskiego. Urząd ten datowany jest na XI w., kiedy to zastąpił archidiakona. Na znak swej godności szambelanowie nosili klucz, który w XVII wieku często był posrebrzany i faktycznie pasował do zamków drzwi komnat. Od XVIII wieku stał się jedynie symboliczną, choć wspaniałą odznaką rangi z pozłacanego brązu. W wielu krajach istnieją ceremonialne stanowiska związane z domem panującego.

## Szambelani w Polsce
W Rzeczypospolitej Obojga Narodów odpowiednikiem szambelana był podkomorzy. Tytuł szambelana pojawił się w czasach panowania Jana III Sobieskiego, a upowszechniony został przez Stanisława Augusta Poniatowskiego jako tytuł przede wszystkim honorowy. 
Za czasów Stanisława Augusta Poniatowskiego szambelanami byli m.in.:
- Mikołaj Krzywiec-Okołowicz
- Józef Kulwieć
- Karl Friedrich von Conradi
- Kazimierz Mieczkowski
- Tomasz Adam Ostrowski
- Kanut Feliks Maniński[3]
- Krzysztof Niemirowicz-Szczytt
- Józef Niemirowicz Szczytt (zm. między 1808 a 1817)[4]
- Adrian Górkiewicz
- Feliks Niemirowicz-Szczytt
- Michał Niemirowicz-Szczytt
- Teodor Dyzma Szymanowski[5]
- Franciszek Twarowski[6]
- Tadeusz Włodek
- Antoni Buthner-Zawadzki
- Maciej Wolicki[7]
- Mikołaj Wolski
- Józef Wybicki
- August Kicki
- Józef Bonawentura Koczorowski
- Jan Kazimierz Makowiecki
- Mikołaj Sabba Mrozowicki
- Michał Kuszell
- Michał Chełkowski
- Mikołaj Piaskowski
- Józef Frankowski
- Florian Cieszkowski
- Franciszek Osipowicz
- Jerzy von Knabenau[8][9]
- Antoni Mierosławski[10]
- Jan Bogatko
- Andrzej Pilarski
- Józef Leliwa Piechowski
- Franciszek Dunin Wąsowicz
- Stanisław Mokronowski
- Marcin Leżeński[11]